# Odontocera chrysostetha
Odontocera chrysostetha là một loài bọ cánh cứng trong họ Cerambycidae.